# هوراس ألكسندر
هوراس ألكسندر (بالإنجليزية: Horace Alexander)‏ ولد في (18 أبريل 1889 - 30 سبتمبر 1989) كان مدرس بريطاني وكاتب، وعالم طيور. وكان صديقًا للمهاتما غاندي. ولد في كرويدون، انجلترا، توفي في بنسلفانيا، الولايات المتحدة الأمريكية.
كان من المشاركين بحماس في حركات القرن العشرين لحماية و مراقبة الطيور. قضى هوراس معظم وقته في الهند وأصبح مهتما بالطيور.